# Stokke (plaats)
Stokke is een plaats in de Noorse gemeente Sandefjord, provincie Vestfold. Tot 2017 was het de hoofdplaats van de voormalige gemeente Stokke. Stokke telt 2732 inwoners (2007) en heeft een oppervlakte van 2,25 km².